# Electric Boogaloos
Electric Boogaloos (EB) est un crew américain né en 1978 à Long Beach (Californie), créé par Boogaloo Sam (également fondateur de The Electronic Boogaloo Lockers en 1977 à Fresno, Californie), pratiquant une danse  appelée "popping" de style funk. Il est généralement admis qu'il a contribué à la création du popping et du plus particulièrement du "boogaloo" (qui est un style à part entière du popping) et à la popularisation du hip-hop et du bboying.